# Rabassoles bleu
L'étang de Rabasolles bleu est un étang ou petit lac de montagne des Pyrénées françaises dans le département de l'Ariège, à la limite ouest de la commune de Mijanès, dans le Donezan et sur le flanc sud du pic de Tarbésou (2 364 m).

## Géographie
Dans le périmètre de la forêt domaniale des Hares, l'étang de Rabasolles bleu d'origine glaciaire est à mi-hauteur, entre le Rabassoles bas et le Rabassoles noir à l'altitude de 1 920 m. Alimentés par plusieurs ruisseaux, les Rabassoles sont reliés entre eux et l'émissaire vers le bassin de l'Aude est le ruisseau d'Artounant.

## Voies d'accès
On accède aux étangs par une variante du sentier de grande randonnée 7 (GR 7B) qui se combine à leur proximité avec le Tour de pays du Donezan.